# 東北弁護士会連合会
東北弁護士会連合会（とうほくべんごしかいれんごうかい、Tohoku Federation of Bar Associations）は、東北地方の青森県・秋田・岩手・仙台・山形県・福島県の各弁護士会を統轄する組織である。略称は東北弁連 (とうほくべんれん)。

## 支部
十和田・五所川原・むつ簡易裁判所内・花巻・二戸・宮古・能代・大館・屋根沢・登米・気仙沼・弘前・八戸・遠野・水沢・横手・本荘・大曲・新庄・鶴岡・酒田・大河原・古川・石巻・会津若松・相馬・いわき

## ひまわり基金公設事務所
青森本庁・秋田本庁・福島本庁・十和田・むつ・三沢・つがる・遠野・宮古・花北・二戸・釜石・久慈・能代・大館・新庄・米沢・気仙沼・栗原・角田・相馬

## 所在地
- 〒980-0811 宮城県仙台市青葉区一番町2-9-18 仙台弁護士会内